# Koen Barbé
Koen Barbé (Zottegem, 20 januari 1981) is een Belgisch voormalig wielrenner. Zijn opmerkelijkste prestatie was in 2005, toen hij als jonge prof de beloftevolle wielrenner Thomas Dekker klopte in de spurt in de GP Rudy Dhaenens. Het jaar erna begon Koen het seizoen met een vierde plaats in de Omloop Het Volk.
In 2014 stopt Barbé met wielrennen nadat zijn ploeg ook stopt.

## Biografie
2004
in 2004 debuteerde Koen bij Vlaanderen-T-Interim. Reeds vroeg in het seizoen deed Koen een gooi naar de eerste overwinning. In de Prix de Lillers, maar op achthonderd meter van de meet werd Koen gegrepen door het aanstormende peloton.
Daarna behaalde hij nog heel wat mooie ereplaatsen in kleinere wedstrijden.

## Belangrijkste overwinningen
2003
- Belgisch kampioen op de weg, Beloften

2005
- GP Rudy Dhaenens

2006
- Omloop van de Gouden Garnaal

2007
- GP Paul Borremans, Viane

2011
- GP Melle
- Harlue

2012
- Stan Ockers Classic, Borsbeek
- Memorial Fred De Bruyne, Berlare

2013
- GP Paul Borremans, Viane
- Algemeen Rushesklassement VDK-Driedaagse van De Panne-Koksijde

## Ereplaatsen
2004
- 3e Stadsprijs Geraardsbergen
- 4e Cras - Avernas
- 5e Ronde van het Waasland
- 7e Viane
- 11e Tour Languedoc-Roussillon (3e rit)
- 11e Aalst - natourcriterium
- 14e Bavikhove
- 15e Vichte
- 16e Sint-Pieters-Leeuw
- 17e Wanzele
- 17e Gooik

2005
- 3e Leeuwse Pijl
- 3e Sint-Pieters-Leeuw
- 4e Brussel-Ingooigem
- 4e Kamp. van Oost-Vlaanderen/Mere
- 5e Na-tourcriterium te Aalst
- 6e Sachsen Tour (4e rit)
- 11e Nokere Koerse
- 12e Melle
- 12e Stadsprijs G'bergen
- 15e Houtem-Vilvoorde
- 18e Tour of Denmark (1ste rit)
- 20e Lochristi
- 20e Lede

2006
- 2e Omloop Het Waasland - Kemzeke
- 4e Omloop "Het Volk"
- 9e Zwevezele
- 10e Sint-Pieters-Leeuw
- 12e 3-Ländertour (rit 1)
- 16e Berlare
- 16e Lochristi
- 20e Ronde van de Algarve (2e rit)

2007
- 2e Strombeek - Bever
- 6e Stekene
- 9e Westrozebeke
- 11e Boekhoute
- 12e Zwevegem
- 12e Tour Down Under (2e rit)
- 13e Ninove
- 14e Maldegem - BK Tijdrijden
- 15e Houtem
- 14e Kortrijk
- 19e Ronde van Surhuisterveen

2008
- 2e Stadsprijs Geraardsbergen
- 9e Ninove
- 20e BK Knokke
- 10e Oetingen
- 19e 3-daagse van W-V (1ste rit)
- 7e 3-daagse van W-V (3e rit)
- 7e 3-daagse van W-V (eindklassement)
- 19e Oostrozebeke

2009
- 4e Melle
- 12e Westrozebeke
- 9e Stekene

2010
- 3e Wanzele
- 20e Lede
- 2e Trofee Jong Maar Moedig I.W.T.
- 15e Dentergem
- 11e GP José Dubois - Isières
- 11e Ninove
- 8e Aalst
- 6e Bolinne - Harlue
- 10e Sint - Niklaas criterium
- 12e Antwerpse Havenpijl
- 16e GP Desselgem
- 5e Zele

2011
- 19e Omloop Het Nieuwsblad
- 12e GP Samyn
- 10e Zellik-Galmaarden
- 10e Puivelde
- 2e Stan Ockersclassic Borsbeek
- 13e Lede
- 4e IWT Oetingen
- 4e Omloop Het Nieuwsblad Zottegem Men Elite & U23
- 8e Na-Tourcriterium Aalst
- 16e Criterium Roeselare
- 17e Wolvertem - Meise
- 9e Criterium Antwerpen
- 6e Dernycriterium Antwerpen
- 18e GP Stad Zottegem
- 8e Bavikhove Criterium
- 12e Zwevegem

2012
- 21e Gent-Wevelgem
- 23e Tro Bro Léon
- 9e Houthalen-helchteren
- 14e Ronde van Zeeland Seaports
- 23e IWT Oetingen
- 2de Houtem-Vilvoorde
- 18e GP José Dubois à Isières
- 16e NaTour criterium Aalst
- 22e Profwielerronde Oostvoorne
- 9e Stadsprijs Geraardsbergen
- 10e GP Marcel Kint Zwevegem
- 5e 52ste GP Paul Borremans Viane
- 12e Textielprijs Vichte
- 8e Grote Prijs Fintro Tienen

2013
- 1e Algemeen Rushesklassement: rit 1 VDK-Driedaagse van De Panne-Koksijde
- 1e Algemeen Rushesklassement: rit 2 VDK-Driedaagse van De Panne-Koksijde
- 1e Algemeen Rushesklassement: rit 3A VDK-Driedaagse van De Panne-Koksijde
- 1e Algemeen Rushesklassement: rit 3B VDK-Driedaagse van De Panne-Koksijde
- 4e Algemeen Bergklassement VDK-Driedaagse van De Panne-Koksijde
- 10e Tro-Bro Léon
- 2e Stan Ockersclassic Borsbeek
- 17e GP Wase Polders Verrebroek
- 8e GP Jean Pierre Monseré Roeselare
- 14e Profwedstrijd Houtem-Vilvoorde
- 14e Criterium Wolvertem-Meise
- 13e Westrozebeke
- 7e Antwerpse Havenpijl
- 8e Lombardsijde
- 20e G.P. Stad Zottegem
- 16e G.P. Lucien Van Impe Erpe-Mere

## Resultaten in voornaamste wedstrijden
| Jaar | Gent-Wevelgem | Ronde van Vlaanderen | Parijs-Roubaix | Parijs-Brussel | Omloop Het Nieuwsblad |
| ---- | ------------- | -------------------- | -------------- | -------------- | --------------------- |
| 2005 |               |                      |                | 81e            | 26e                   |
| 2006 |               | 80e                  |                |                | 4e                    |
| 2007 |               |                      |                | 70e            |                       |
| 2008 |               |                      | 79e            |                | 25e                   |
| 2009 |               | 90e                  | 75e            | 93e            |                       |
| 2010 |               | 59e                  |                | 59e            | 79e                   |
| 2011 |               |                      |                | 150e           | 19e                   |
| 2012 | 21e           | 83e                  |                |                | 72e                   |
| 2013 |               |                      |                |                | 52e                   |

## Privéleven
Barbé is gehuwd met Katrien Ramaut.